# Karpoš
Karpoš (en macédonien : Карпош) est l'une des dix communes spéciales qui constituent la ville de Skopje, capitale de la Macédoine du Nord. Elle comptait en 2002 59 666 habitants et fait 35 km2. Karpoš est jumelée à Novi Beograd, commune serbe. La commune a été créée en 1976 et son nom honore deux héros macédoniens, Petar Karpoš, qui lutté contre les Ottomans au XVIe siècle, et Hristijan Todorovski Karpoš, résistant communiste mort en 1944.
Karpoš se trouve à l'ouest du centre historique de Skopje, et s'étend sur une surface allongée, orientée du nord au sud. Elle comprend 12 quartiers et deux villages ruraux. Elle est traversée d'ouest en est par le Vardar, et c'est à Karpoš que celui-ci reçoit les eaux du Lepenec. La commune a une altitude moyenne de 362 mètres et culmine au mont Vodno à 1 066 mètres. Celui-ci se trouve à son extrémité sud,.
Karpoš est bordé à l'est par Tsentar, Tchaïr et Kisela Voda, au sud par Sopichte, à l'ouest par Saraï et Ǵorče Petrov, et au nord par Boutel et Tchoutcher-Sandevo. Sopichte et Tchoutcher-Sandevo sont deux commune qui ne font pas partie de la ville de Skopje.

## Quartiers et villages
La commune est faite de quartiers très différents. Ainsi, dans son extrémité sud-est, elle borde Tsentar et forme un alignement de blocs d'immeubles de l'époque socialiste rangés au sud du Vardar. Ces quartiers sont Karpoš I, Karpoš II, Karpoš III, Karpoš IV, Vlae I et Vlae II. Entre ces blocs et le Vardar, on trouve le Gradski Park, l'un des plus grands parcs de Skopje, ainsi que le centre sportif Boris Trajkovski. Au sud de ces quartiers monumentaux, les premières pentes du mont Vodno sont couvertes de maisons individuelles. À l'extrémité ouest, au bord du Vardar qui forme un coude vers le sud, on trouve l'ancien village de Dolno Nerezi, rattrapé par l'urbanisation. Plus haut, à flanc de montagne, Gorno Nerezi est resté un véritable village. Il est célèbre en Macédoine pour son église Saint-Panteleimon, construite au XIIe siècle.
Au nord du Vardar, la commune est encore largement rurale. Les seules zones urbanisées sont les gros villages de Bardovtsi et de Zlokoukyani. De ce côté du Vardar, on trouve notamment le site de Scupi, ville antique abandonnée après un tremblement de terre en 518.

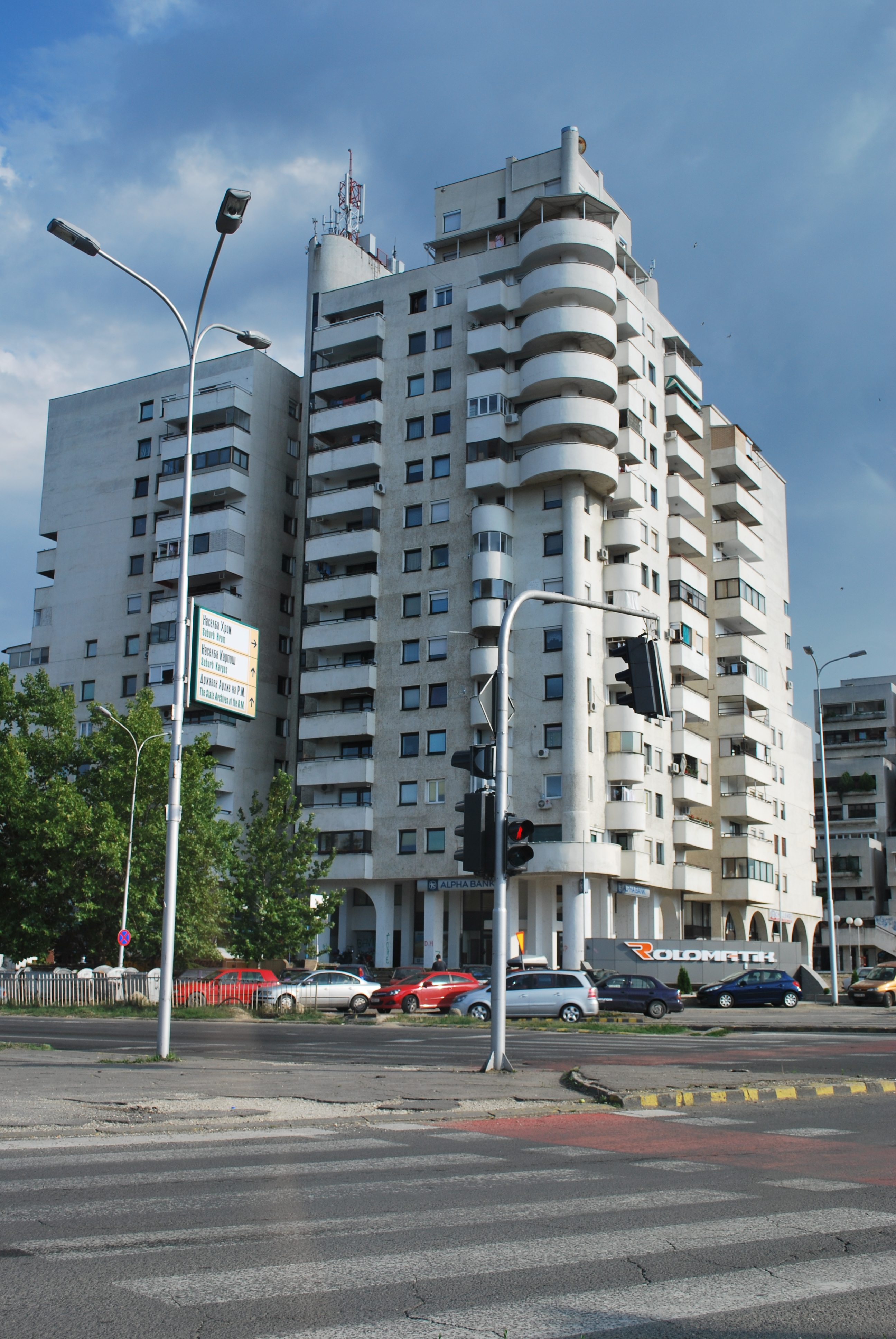
Immeuble à Vlae.
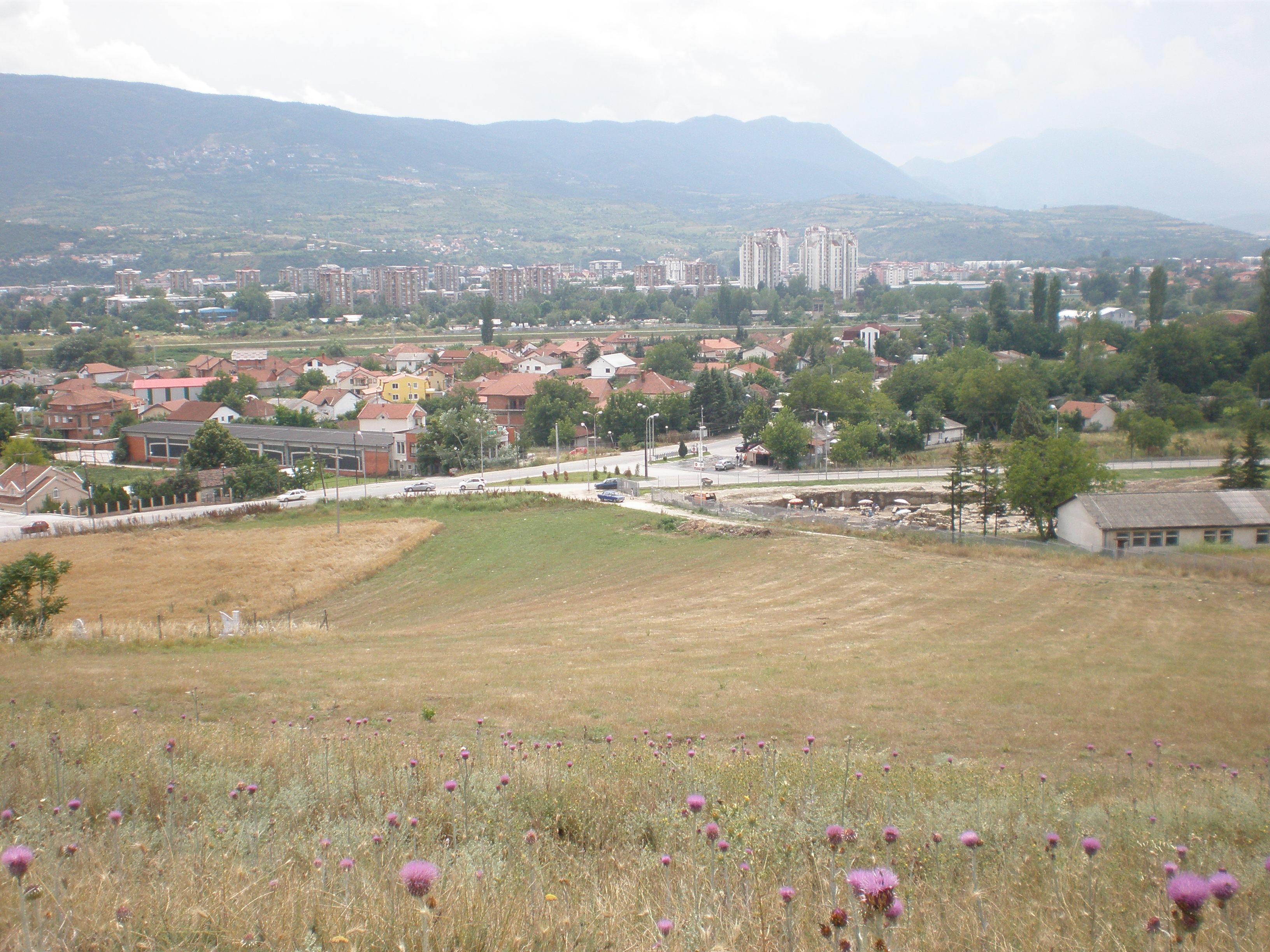
Le village de Zlokoukyani.
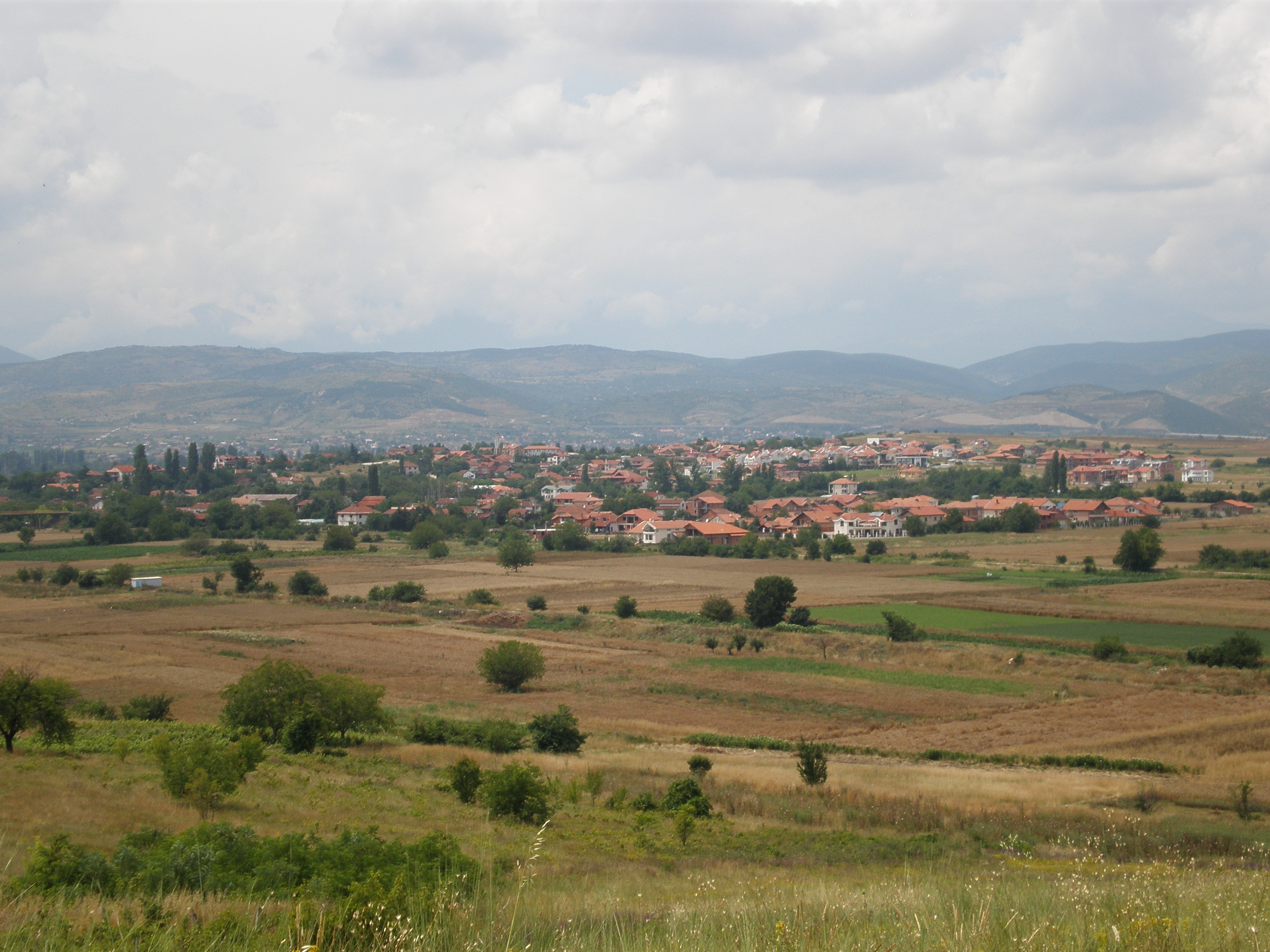
Le village de Bardovtsi.
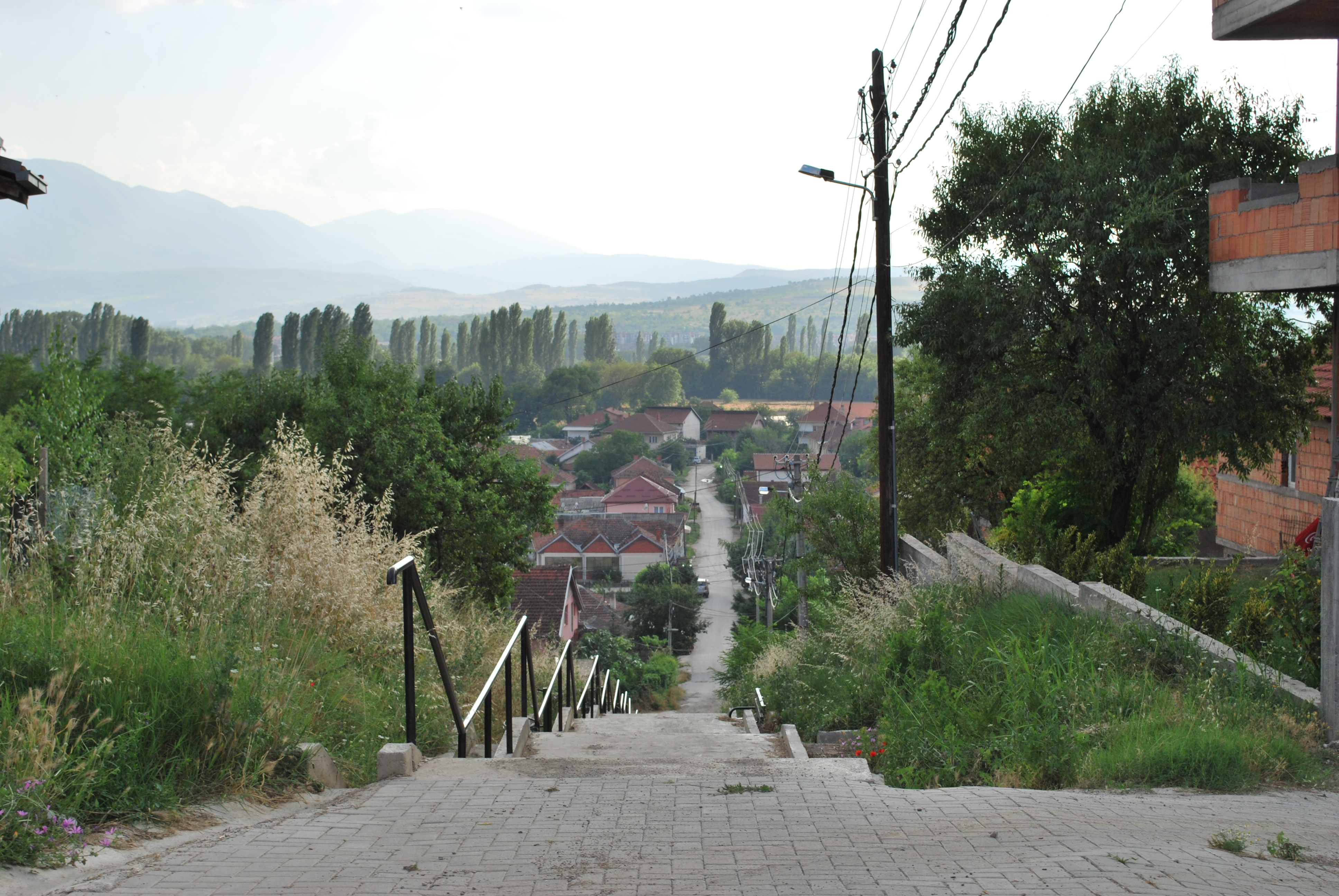
Rue à Bardovtsi.
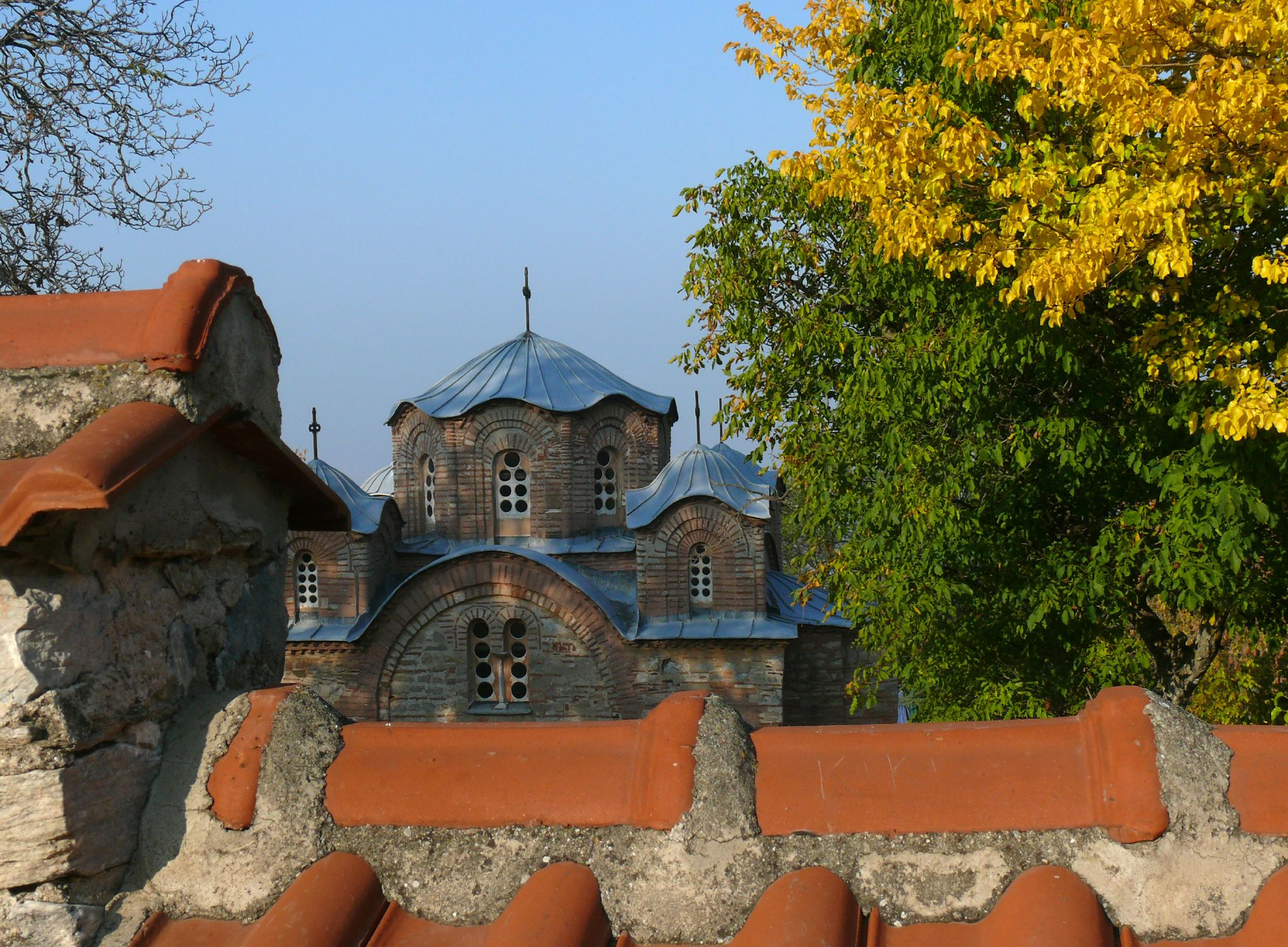
L'église de Gorno Nerezi.

## Administration
La commune est administrée par un conseil élu au suffrage universel tous les quatre ans. Ce conseil adopte les plans d'urbanisme, accorde les permis de construire, il planifie le développement économique local, protège l'environnement, prend des initiatives culturelles et supervise l'enseignement primaire. Le conseil compte 23 membres. Le pouvoir exécutif est détenu par le maire, lui aussi élu au suffrage universel. Depuis 2000, le maire de Karpoš est Stevčo Jakimovski, né en 1960.
À la suite des élections locales de 2009, le Conseil de Karpoš était composé de la manière suivante :
| Parti                                                               | Sièges |
| ------------------------------------------------------------------- | ------ |
| Union sociale-démocrate de Macédoine (SDSM)                         | 10     |
| Parti démocratique pour l'unité nationale macédonienne (VMRO-DPMNE) | 7      |
| Groupe d'électeurs RP                                               | 2      |
| Parti libéral démocrate (LDP)                                       | 1      |
| VMRO (Parti national)                                               | 1      |
| DPSM - Coalition VMRO-DPMNE                                         | 1      |
| DS - Coalition VMRO-DPMNE                                           | 1      |

## Démographie
Lors du recensement de 2002, la commune comptait :
- Macédoniens : 52 810 (88,5 %)
- Serbes : 2 184 (3,7 %)
- Albanais :  1 952 (3,3 %)
- Roms : 615 (1 %)
- Autres.